# Катамадзе, Григол Шалвович
Григол Шалвович Катамадзе (груз. გრიგოლ შალვას ძე ქათამაძე; род. 12 августа 1961, Кутаиси, Грузинская ССР, СССР) — грузинский дипломат и общественный деятель. Посол Грузии на Украине (1995—1998, 2000—2007, 2009—2013). Президент ВОО «Ассоциация налогоплательщиков Украины».

## Биография
Родился 12 августа 1961 в Кутаиси.
В 1985 окончил Киевский государственный университет им. Т. Г. Шевченко , Факультет международного права и международных отношений. Кандидат юридических наук
БС 1985 по 1993 — инженер, заместитель заведующего кафедрой в-юридических дисциплин Академии Министерства внутренних дел Грузии;
С 1993 по 1994 — заместитель директора Департамента внешнеэкономических связей Министерства иностранных дел Грузии;
С 1995 по 1998 — Чрезвычайный и Полномочный Посланник Грузии на Украине;
С 1998 по 2000 — заместитель министра обороны Грузии по вопросам военной политики и международного военного сотрудничества. Первый в истории Грузии гражданский заместитель министра обороны;
С 2000 по 11.2007 — Чрезвычайный и Полномочный Посол Грузии на Украине.
С 11.2007 по 01.04.2008 — заместитель министра иностранных дел Грузии.
С 01.04.2008 — директор по развитию международного бизнеса Bank of Georgia.
С 2009 по 2013 — Чрезвычайный и Полномочный Посол Грузии на Украине.
Сентябрь 2013 — Январь 2014 — советник председателя правления по международным делам компании «ВЕТЭК» олигарха Сергея Курченко.
С августа 2014 — основатель и президент компании «TNK Global Group» (Грузия).
С 29 мая 2015 — Президент ВОО «Ассоциация налогоплательщиков Украины».

## Семья
Сын — Ираклий Григолович Катамадзе (1984 г.р.), с 28 апреля 2016 года работает в должности заместителя начальника таможни — начальника управления по борьбе с таможенными правонарушениями Киевской городской таможни Государственной фискальной службы Украины.

## Награды
- Орден князя Ярослава Мудрого V степени (7 сентября 2007 года, Украина) — за весомый личный вклад в развитие украинско-грузинского сотрудничества, плодотворную дипломатическую деятельность[3].
- Орден «За заслуги» III степени (19 апреля 2006 года, Украина) — за весомый личный вклад в развитие украинско-грузинских культурных связей, активное участие в проведении Года Грузии в Украине[4].